# Akademie voor Nuuze Vlaemsche Taele
De Akademie voor Nuuze Vlaemsche Taele (ANVT) (Frans: Institut de la langue régionale flamande (ILRF)) is een instituut in Frans-Vlaanderen dat het Frans-Vlaams bevordert in het noorden van Frankrijk.
De Akademie is op 30 april 2004 opgericht als vereniging zonder winstoogmerk volgens de wet van 1901. Zij is gesticht door sociaal-culturele verenigingen en verkozen volksvertegenwoordigers van het arrondissement Duinkerke (van Duinkerke tot Armentiers).
Ze streeft ernaar om het Frans-Vlaams te bewaren, door te geven en te bevorderen in het leven van alle mensen in Frans-Vlaanderen; zowel op sociaal, cultureel als op economisch vlak. Ze streeft er ook naar de hulp van de Franse overheid te krijgen om het Frans-Vlaams te onderwijzen op de scholen (basis- en middelbare scholen) in Frans-Vlaanderen als een streektaal van Frankrijk.

## Werkzaamheden van de Akademie
De verschillende activiteiten zijn:
- Wetenschappelijk: woorden verzamelen, taalkundig onderzoek en het samenstellen van een Frans-Vlaams woordenboek.
- Cultureel: animatie, onderhouden van een documentatiecentrum ('Geschriften Center' in Steenvoorde), rederijkersbijeenkomsten, feestdagen, bevordering ter ondersteuning van de streektaal.
- Onderwijs: bevordering van de schoollessen Frans-Vlaams, samenstellen van de leermiddelen en de organisatie van de lessen voor volwassenen.
- Sociaal : organiseren van activiteiten en bijeenkomsten tussen ouderen en jongeren in de dorps- en wijkcentrums.
- Economisch: ondersteunen van het toerisme (tweetalige wegwijzers, vervlaamsingen en het aanleren van het Frans-Vlaams aan de toeristische medewerkers).

## Grooten Woordenboek van 't West-Vlamsch in Frankryk
Eind 2018 is door de ANVT de eerste druk uitgegeven van het Grooten Woordenboek van ‘t West-Vlamsch in Frankryk. Dit is niet de eerste woordenboek van het Frans-Vlaams. Het eerste woordenboek was van de associatie Tegaere Toegaen in 1985 en dit werd gevolgd door een Woordenboek van het Frans-Vlaams van Cyriel Moeyaert en Frans Debrabandere, uitgegeven door het Davidsfonds in het jaar 2005.
Niettemin is het woordenboek van de ANVT het grootste woordenboek met 12.300 Vlaamse woorden en meer dan 5500 toelichtingen. Naast oudere woorden zijn er ook nieuwe woorden opgenomen voor moderne begrippen en zaken. Voor de gebruikte spelling in het woordenboek zijn de spellingvoorschriften van de ANVT gevolgd.

## Taele en Muuzyk Feestdaegen
De Akademie organiseert ook ieder jaar in oktober de Taele en Muuzyk Feestdaegen. De eerste was in Kassel, de tweede in Wormhout, de derde in Ekelsbeke, de vierde in Leffrinkhoeke, de vijfde in Bollezele, de zesde in Hooimille, de zevende in Hazebroek, de achtste in Belle en de negende in Hondschote. Op de feestdagen kan iedereen kennis maken met het Frans-Vlaams in al zijn vormen.